# Patrick Logan

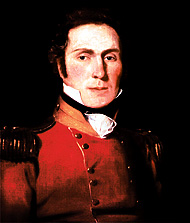
Retrato de Patrick Logan.

El Capitán Patrick Logan (1791 - 17 de octubre de 1830) fue el comandante de la colonia penal Moreton Bay (Brisbane, Australia) hasta que fue asesinado en 1830.
Nunca se descubrió la identidad de su(s) asesino(s). En la época se especuló que probablemente fue uno o varios aborígenes australianos quienes resentían su personalidad firme y fuerte.
Logan nació en East Renton, Berwickshire, Escocia, siendo el hijo menor del granjero y terrateniente, Abraham Logan.
En la zona del sureste de Queensland un número de sitios geográficos llevan su nombre, entre ellos la ciudad de Logan y el río Logan.